# 靴底

インソール、ミッドソール、アウトソール

靴底（くつぞこ、英: sole）は、靴の最下層部を形成する部品。もしくは、地面に接する面のみを特に指すこともある。

## 特徴
滑りにくいように溝が彫られているものも多い（ワークブーツにおけるビブラムソールなど）。また、スポーツメーカーを中心に、クッション性を追究する企業もある。
素材は、革底、合成底、スポンジ底、ウレタン底、天然ゴム底（ラバーソール）、フェルト底などがある。
ポリウレタン底は、軽量で耐摩耗性に優れている反面、経年劣化で加水分解（大気中の水分と結びつき化学分解をおこしてしまう現象）する傾向が大きいといわれている（保管状態にもよる）。
安全靴の靴底には、踏み抜き防止として中底に鋼板が入っているものもある。

## 種類の例

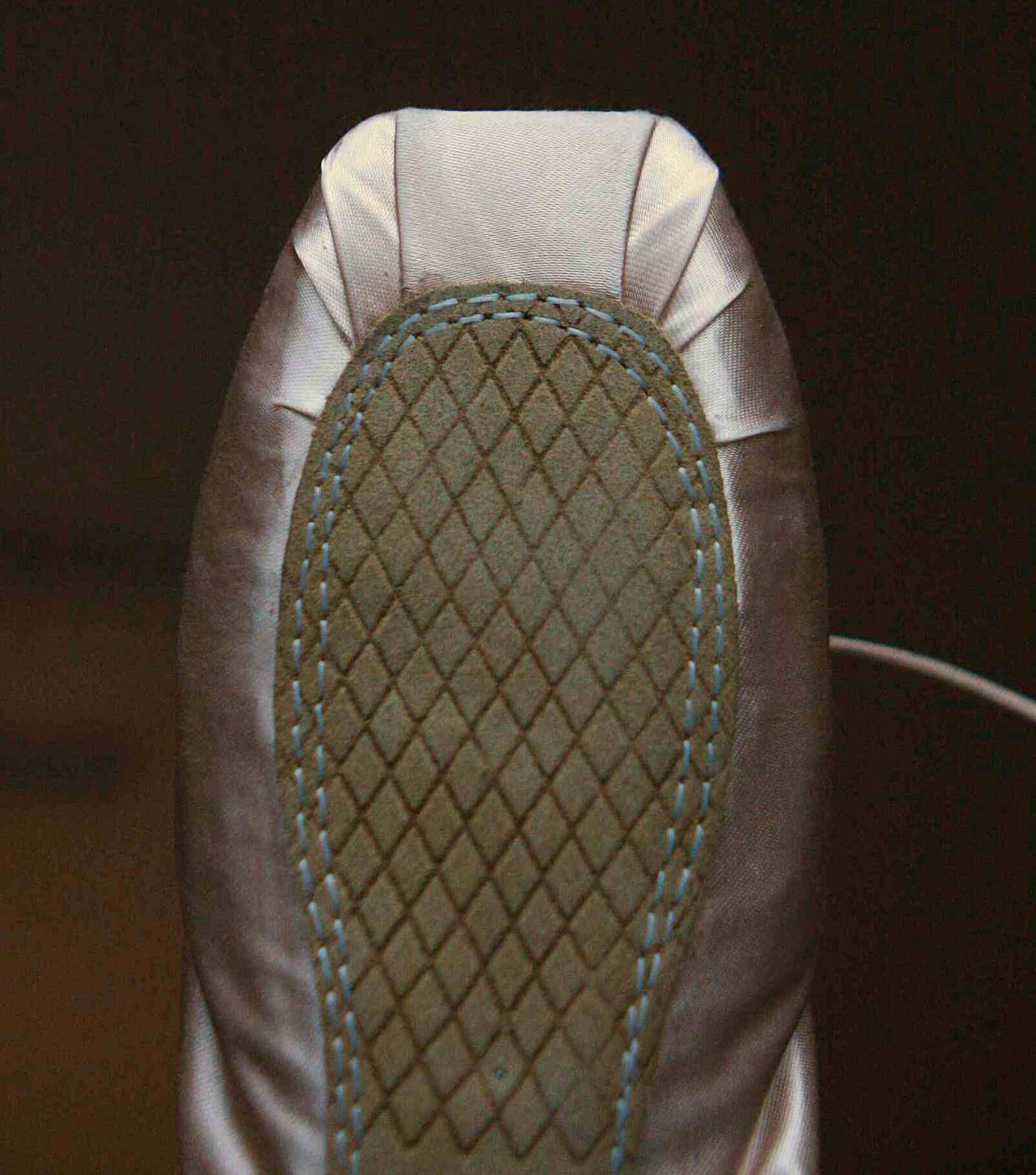
トウシューズ

- エアクッション・ソール[4]
- リップル・ソール
  - シャーク・ソール[4]
- ラグ・ソール
  - コマンド・ソール[4]
  - ビブラム・ソール[4]
- リッジウエイ・ソール[4]
- ダイナイト・ソール[4]
- トラクション・ソール[4]
- チェーントレッド・ソール[4]
- ビルケンシュトックソール[5]
- ワッフルソール（ナイキ）[6]
- ウェーブソール

## 特殊な靴底
特にランニングシューズなどでは、土踏まず付近部分の面積を小さくしている靴底が多い。逆に、土踏まずをサポートする目的で、靴底中央に2本の細いアーチを設置しているものもある。カーリング用シューズは、左右で靴底が異なる（片方がテフロンなど滑りやすい材質でもう一方が滑りづらいゴム）。
一般的な歩行用の靴以外として、下記のようなものが挙げられる。
- スパイクシューズ（ゴルフシューズも）
- サイクルシューズ
- タップシューズ
- ローラーシューズ（ローラースケート、通常の靴にベルトで装着するものもある）
- スケート靴
- スキーブーツ

## ギャラリー

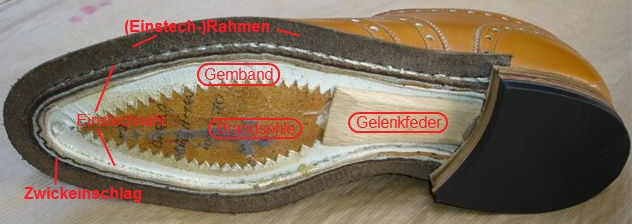
ドイツ語による説明
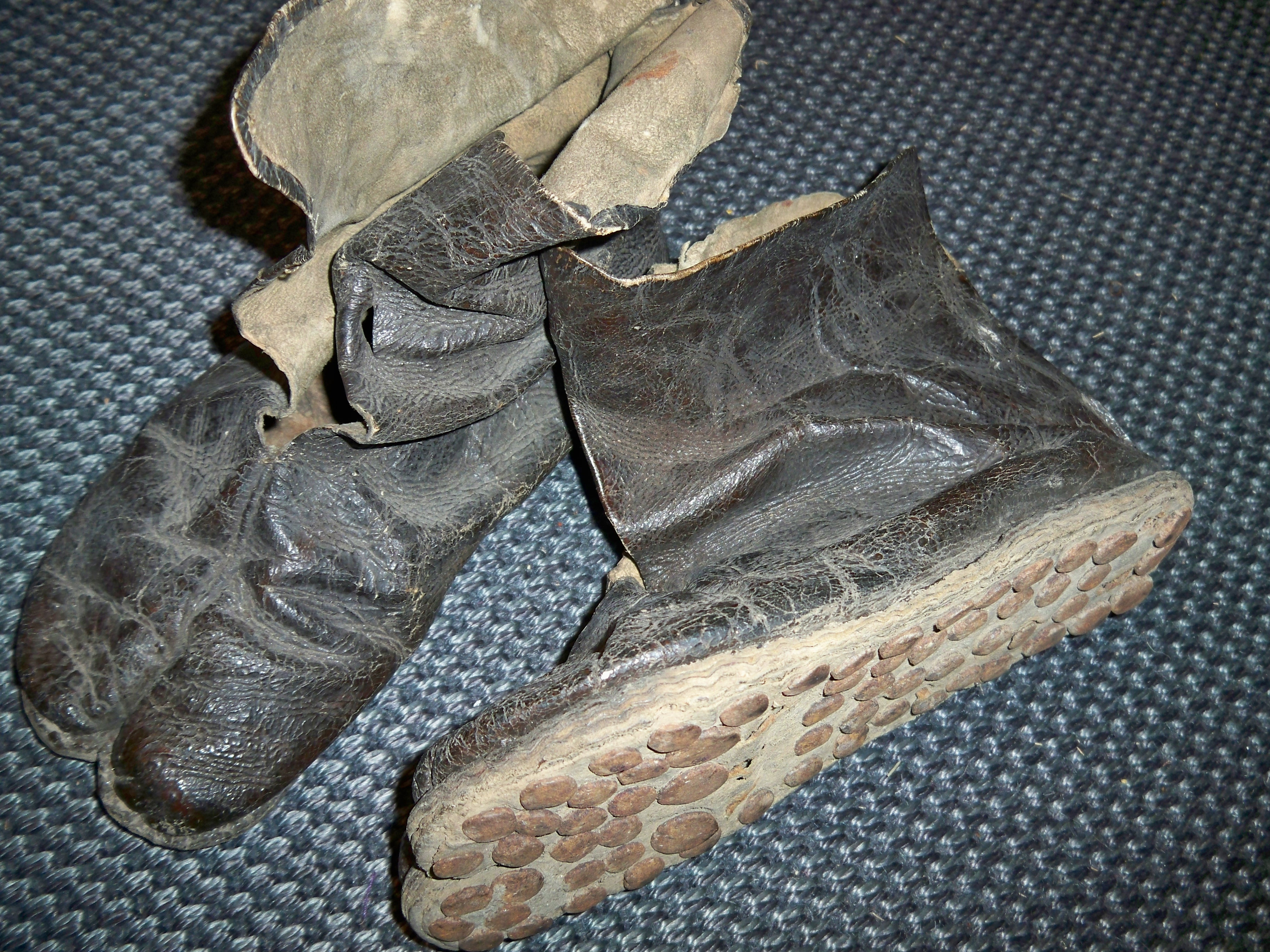
江戸時代の靴
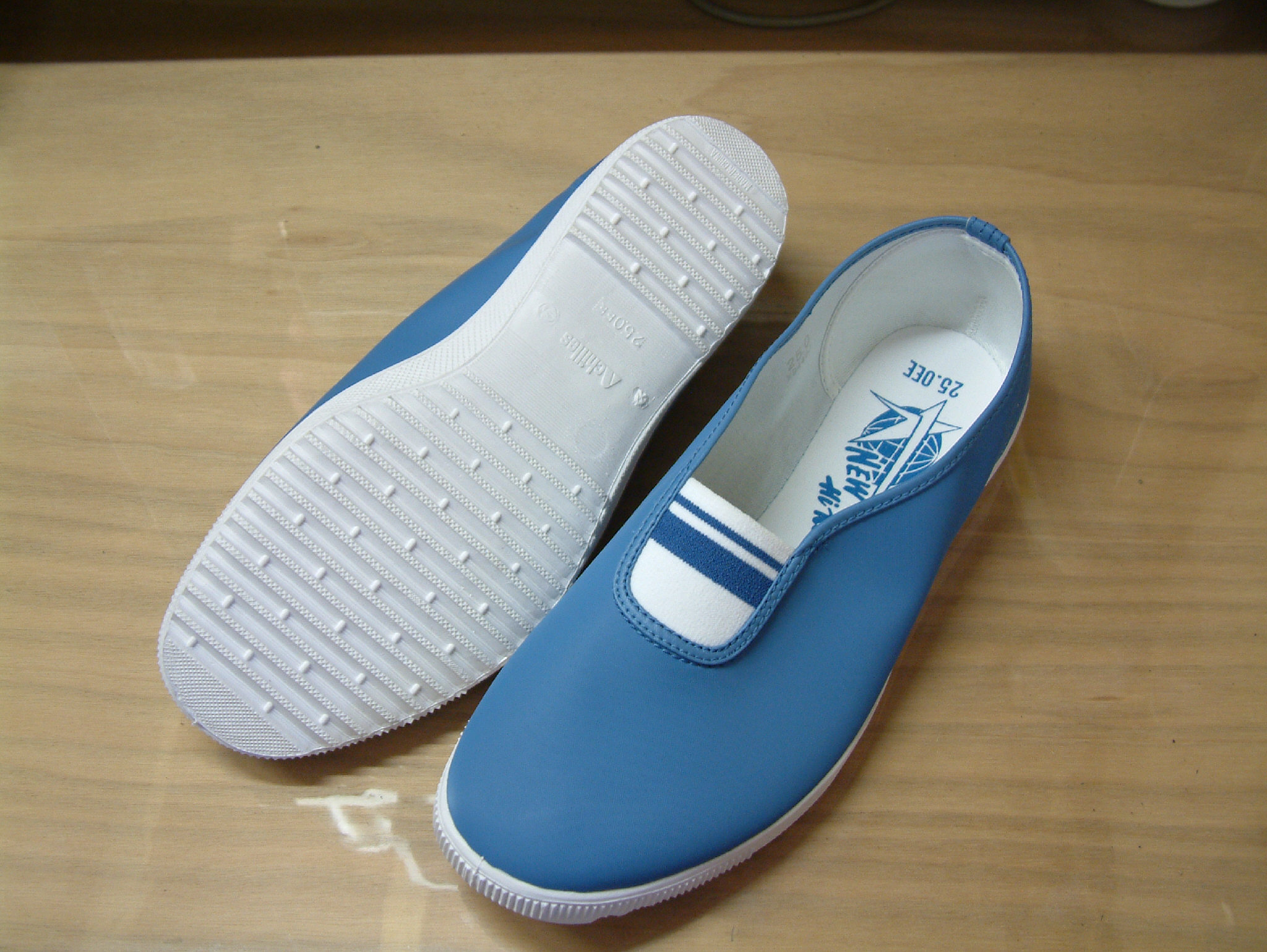
前ゴムシューズ
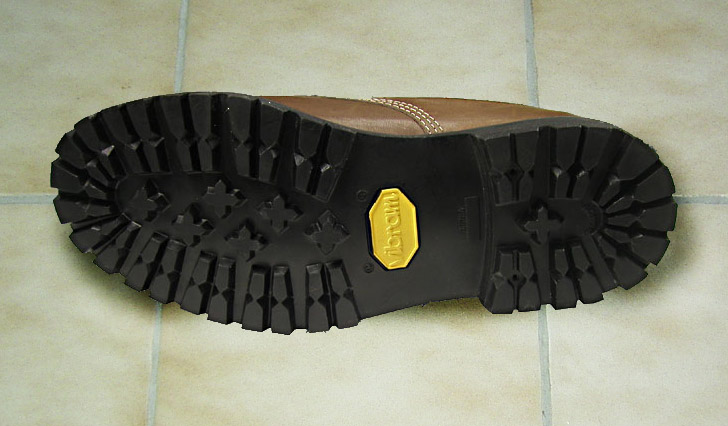
ビブラムソール
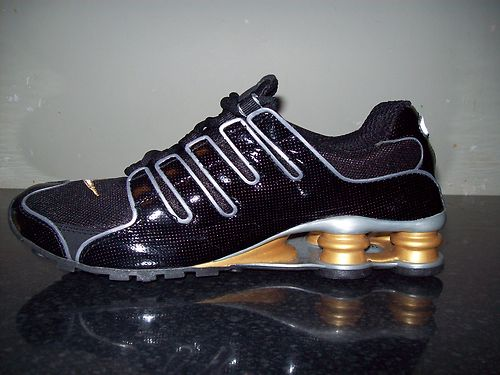
NIKE Air Shox
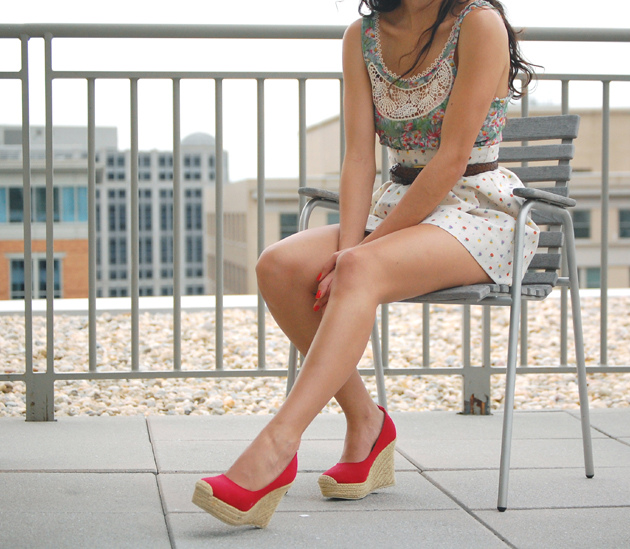
ウエッジソール
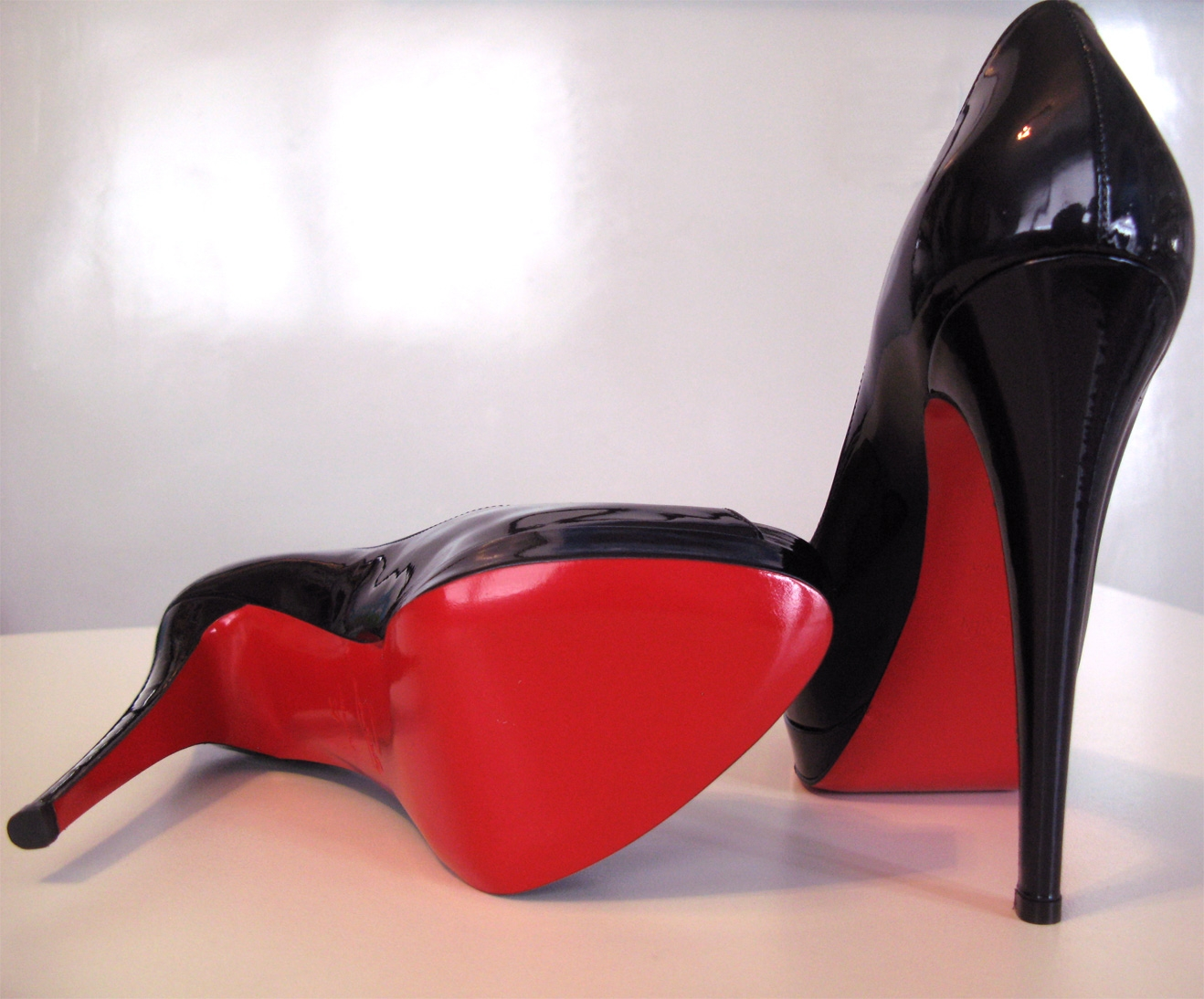
クリスチャン・ルブタンの“レッドソール”（深紅の靴底）
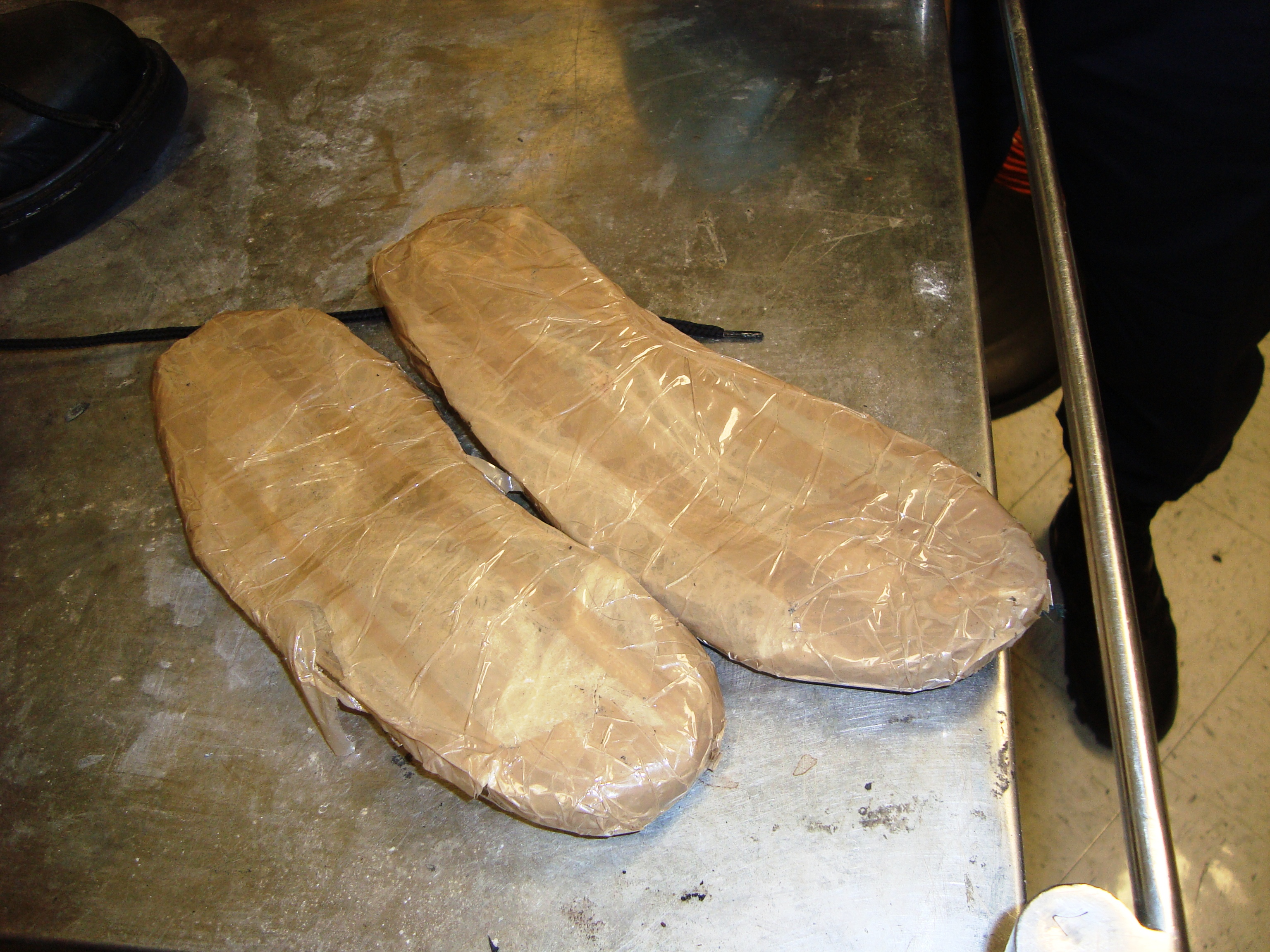
ヘロイン密輸